# Mirza Delibašić Sportcsarnok
A Mirza Delibašić Sportcsarnok (bosnyák, horvát és szerb nyelven: Dvorana Mirza Delibašić / Дворана Мирза Делибашић) egy multifunkcionális stadion Bosznia-Hercegovinában, Szarajevó városában. 

## A stadion története
A stadion 1969. november 29-én nyitotta meg kapuit, Skenderija Sportcsarnok néven. 5616 néző befogadására képes, a KK Bosna Royal kosárlabdacsapatának otthona, jelenlegi nevét Mirza Delibašić olimpiai és Európa-bajnok jugoszláv-bosnyák kosárlabdázóról kapta.
Több jelentős sporteseménynek adott otthont, köztük az 1970-es férfi kosárlabda-világbajnokság mérkőzéseinek és az az évi férfi kosárlabda EuroLiga döntőjének, amelyen a CSZKA Moszkva 79-74-re legyőzte az Ignis Varese csapatát. 1980-ban a Nemzetközi Kosárlabda-szövetség (FIBA) klubvilágbajnokságának döntőjét is itt rendezték.

## További információ
- Hivatalos honlap
- Facebook